# Pomarão

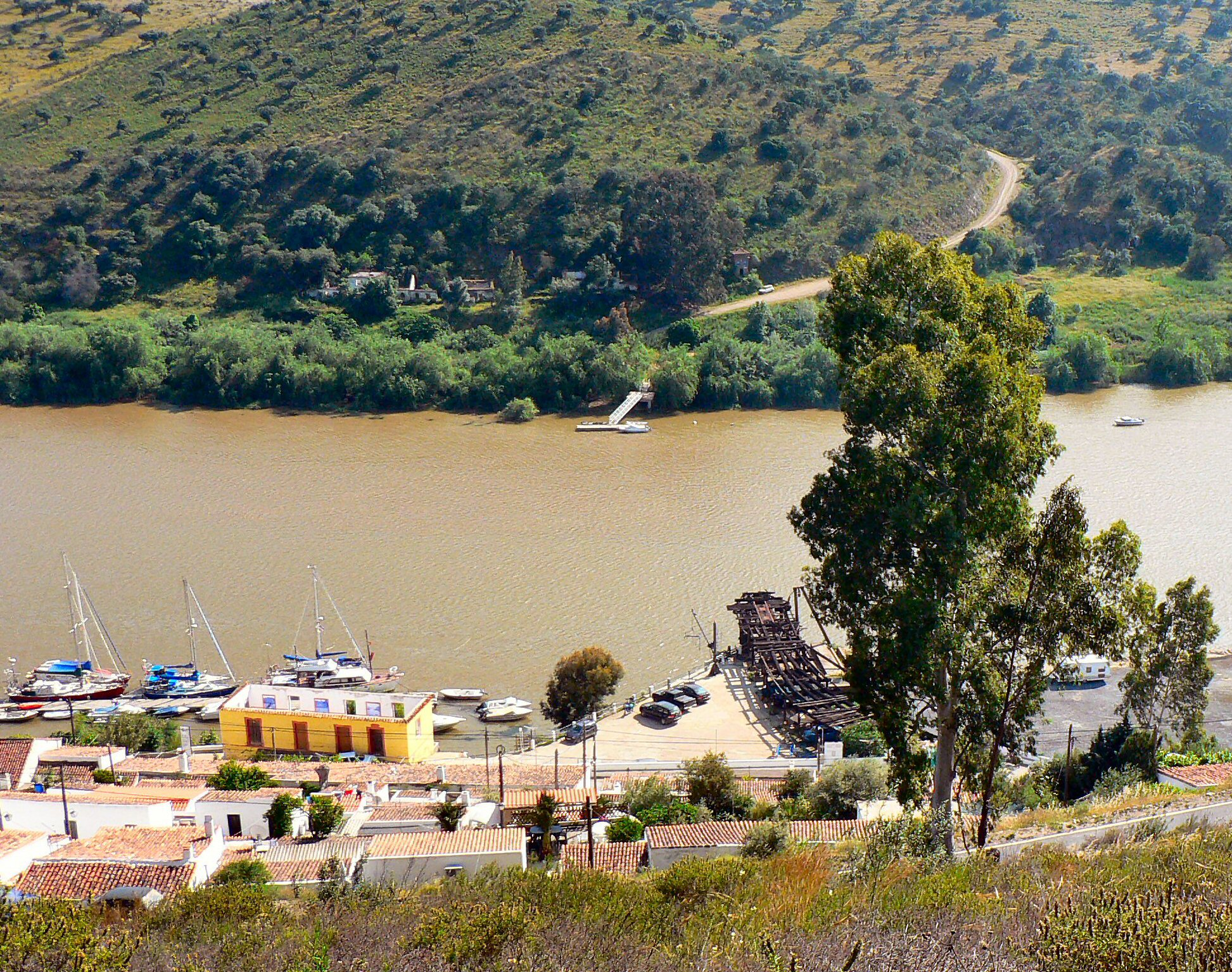
Vista do rio Guadiana e do antigo terminal mineiro.

Pomarão é uma pequena aldeia alentejana situada no concelho de Mértola, freguesia de Santana de Cambas, tendo muito pouca população (11 habitantes em 2023). Faz fronteira com Espanha e fica situada na encosta, na margem esquerda do rio Guadiana, junto à confluência do rio Chança.
Em 26 de fevereiro de 2009, foi inaugurada a Ponte Internacional do Baixo Guadiana, sobre o rio Chança, que veio reduzir a distância por estrada à povoação espanhola de El Granado de 140 km para apenas 12 km.
Próximo do Pomarão fica igualmente a barragem do Chança, barragem espanhola utilizada para o abastecimento em água da costa de Huelva, da cidade de Huelva e da sua zona industrial.

## Porto mineiro
Entre 1859 e 1860, a empresa proprietária da mina de São Domingos construiu no Pomarão uma povoação, armazéns, depósitos de mineral, terminal ferroviário e dois cais de embarque, onde atracavam os navios mineraleiros à vela e a vapor que subiam o Guadiana desde a foz.
Dali partiam os navios carregados com o minério (pirites) que vinha por via férrea desde a mina de S. Domingos, encerrada no início dos anos 70, para a CUF, no Barreiro, e para Inglaterra (por Vila Real de Santo António).
O minério chegava ao porto do Pomarão transportado por uma das primeira linhas de caminho-de-ferro construídas em Portugal (1858), apenas dois anos após a inauguração do troço Lisboa-Carregado.
O movimento do porto era elevado. Em 1864 apresentaram-se no Pomarão 563 navios para embarque de minério.[carece de fontes?]
Além do transporte de minérios, também era um importante entreposto para adubos e trigo.
De referir que era considerado porto comercial, pois fica situado no limite de navegabilidade do Guadiana, com acesso a embarcações até cerca de 4 metros de calado.[carece de fontes?]
Nos princípios da década de 1960, era um dos portos no Rio Guadiana que estava em grave risco de encerrar, devido à falta de dragagem na barra daquele curso de água.